# Bundesstraße 88
De Bundesstraße 88 (ook wel B88) is een bundesstraße in de Duitse deelstaten Saksen-Anhalt en Thüringen.
De B88 begint bij Wutha-Farnroda en loopt verder langs de steden Ilmenau, Rudolstadt, Jena en verder naar Naumburg. De B88 is ongeveer 163 kilometer lang.

## Routebeschrijving
Thüringen
De B88 begint bij de afrit Eisenach-Oststadt en vormt het laatste stukje van de rondweg van de stad Eisenach als voortzetting van de B19 en loopt zowel, langs de voet van de Rennsteig als de rand het Thüringer Wald, door Wutha-Fannroda, Kittelsthal, Seebach, Tabarz, Friedrichroda, Georgenthal en Ohrdruf waar de B247 vanuit de stad Gotha aansluit. Vervolgens komt de B88 door Gräfenroda en Geschwenda om bij afrit Gräfenrode aan te sluiten op de A71.
Vervanging
Tussen afrit Gräfenroda en de afrit Ilmenau-West is de B88 vervangen door de A71.
Voortzetting
Vanaf Ilmenau loopt de B88  langs de rivier de Saale door Bad Blankenburg, Rudolstadt, Kahla en Rothenstein om bij afrit Jena-Göschwitz aan te sluiten op de A4.
Vervanging
Tussen afrit Jena-Göschwitz en de afrit Jena-Zentrum is de B88 vervangen door de A4.
Voortzetting
Vanaf de afrit Jena-Zentrum loopt de B88 door de stad Jena. Na Jena loopt de weg nog door het dorp Dornburg-Camburg waarna de deelstaatsgrens met Saksen-Anhalt volgt.
Saksen-Anhalt
De B88 komt door het gehucht Neuflemmingen, waarna de B88 in de stad Naumburg eindigt op een kruising met de B87 en de B180.
B1 · B2 · B4 · B6 · B6n · B7 · B19 · B27 · B62 · B71 · B71n · B79 · B80 · B81 · B84 · B85 · B86 · B87 · B88 · B89 · B90 · B91 · B92 · B93 · B94 · B95 · B96 · B97 · B98 · B99 · B100 · B101 · B107 · B115 · B156 · B169 · B170 · B171 · B172 · B172a · B172b · B173 · B174 · B175 · B176 · B178 · B180 · B181 · B182 · B183 · B183a · B184 · B185 · B186 · B187 · B187a · B188 · B189 · B190 · B190n · B242 · B243 · B244 · B245 · B245a · B246 · B246a · B247 · B248 · B248a · B249 · B250 · B278 · B280 · B281 · B282 · B283 · B285